# Вердюн
Вердю̀н (на френски: Verdun) e град в североизточна Франция, край река Маас. Населението му е около 19 000 души. Градът е жп възел. Развита е хранително-вкусовата промишленост.

## История
Известен е от 17 век. През Първата световна война тук се водят кръвопролитни боеве, в които загиват и са ранени 550 000 французи и 434 000 германци. Усилията на германското командване да превземе Вердюн пропадат.